# فريد سلمان مهدي
فريد سلمان مهدي مواليد 11 مارس 1957، هو ملاكم محترف عراقي. شارك في دورة الألعاب الأولمبية الصيفية سنة 1980.

## روابط خارجية
- فريد سلمان مهدي على موقع أوليمبيديا (الإنجليزية)